# Kabinett Haseloff I
Das Kabinett Haseloff I bildete von 2011 bis 2016 die Landesregierung von Sachsen-Anhalt. Nachdem der seit 2002 amtierende Ministerpräsident Wolfgang Böhmer angekündigt hatte, aus Altersgründen nicht mehr als Spitzenkandidat der CDU Sachsen-Anhalt bei der Landtagswahl am 20. März 2011 zur Verfügung zu stehen, ging die Partei mit Wirtschaftsminister Reiner Haseloff an der Spitze in den Wahlkampf. Aus der Wahl zum Landesparlament ging die CDU trotz Verlusten von 3,7 Prozentpunkten erneut als stärkste Kraft hervor und setzte die seit 2006 bestehende Koalition mit der SPD fort. Den 67 Sitzen der Regierungsfraktionen im Landtag von Sachsen-Anhalt standen 38 Sitze der Opposition aus „Die Linke“ und Bündnis 90/Die Grünen gegenüber.
In der konstituierenden Sitzung des Landtags am 19. April 2011 wählten die Abgeordneten Reiner Haseloff zum neuen Ministerpräsidenten; er war damit der sechste Regierungschef seit Wiederherstellung des Landes Sachsen-Anhalt im Jahr 1990. Anschließend wurden die von Haseloff ernannten Minister vereidigt.
Mit dem erstmaligen Zusammentritt des 7. Landtags am 12. April 2016 endete gemäß Artikel 71 Absatz 1 der Verfassung des Landes Sachsen-Anhalt die Amtszeit der Landesregierung. Bis zur Amtsübernahme des neuen, ebenfalls von Reiner Haseloff geführten Kabinetts (Kabinett Haseloff II), dem neben CDU und SPD mit Bündnis 90/Die Grünen eine dritte Regierungspartei angehörte, blieben die Regierungsmitglieder geschäftsführend im Amt.

## Mitglieder der Landesregierung
| Amt                                                                     | Name                                 | Partei | Partei |
| ----------------------------------------------------------------------- | ------------------------------------ | ------ | ------ |
| Ministerpräsident                                                       | Reiner Haseloff                      |        | CDU    |
| Stellvertreter des Ministerpräsidenten                                  | Jens Bullerjahn                      |        | SPD    |
| Minister der Finanzen                                                   | Jens Bullerjahn                      |        | SPD    |
| Staatsminister 1                                                        | Rainer Robra                         |        | CDU    |
| Chef der Staatskanzlei                                                  | Rainer Robra                         |        | CDU    |
| Minister des Innern; ab 30. August 2011: Minister für Inneres und Sport | Holger Stahlknecht                   | CDU    |        |
| Ministerin für Justiz und Gleichstellung                                | Angela Kolb-Janssen                  |        | SPD    |
| Minister für Arbeit und Soziales                                        | Norbert Bischoff                     | SPD    |        |
| Kultusminister                                                          | Stephan Dorgerloh                    | SPD    |        |
| Minister(in) für Wissenschaft und Wirtschaft                            | Birgitta Wolff (bis 22. April 2013)  |        | CDU    |
| Minister(in) für Wissenschaft und Wirtschaft                            | Hartmut Möllring (ab 22. April 2013) |        | CDU    |
| Minister für Landwirtschaft und Umwelt                                  | Hermann Onko Aeikens                 | CDU    |        |
| Minister für Landesentwicklung und Verkehr                              | Thomas Webel                         | CDU    |        |

## Ministerien und Staatssekretäre
Die Staatssekretäre sind die ranghöchsten Beamten des Landes Sachsen-Anhalt. Sie fungieren als Amtschefs der Ministerien, ständige Vertreter der Minister oder übernehmen – wie der Bevollmächtigte des Landes Sachsen-Anhalt beim Bund – Sonderaufgaben.
| Staatskanzlei und Ministerien                                                 | Staatssekretäre |
| ----------------------------------------------------------------------------- | --- |
| Staatskanzlei                                                                 | Michael Schneider Staatssekretär für Bundes- und Europaangelegenheiten und Bevollmächtigter des Landes Sachsen-Anhalt beim Bund |
| Ministerium des Innern; ab 30. August 2011: Ministerium für Inneres und Sport | Ulf Gundlach |
| Ministerium für Justiz und Gleichstellung                                     | Eberhard Schmidt-Elsaeßer (bis 13. Juni 2012) Thomas Wünsch (ab 19. Juni 2012)                                                  |
| Ministerium der Finanzen                                                      | Jörg Felgner Heiko Geue (bis 31. Oktober 2012) Michael Richter (ab 1. November 2012)                                            |
| Ministerium für Arbeit und Soziales                                           | Beate Bröcker (bis 26. September 2013) Anja Naumann (ab 1. Oktober 2013)                                                        |
| Kultusministerium                                                             | Jan Hofmann |
| Ministerium für Wissenschaft und Wirtschaft                                   | Michael Richter (bis 31. Oktober 2012) Tamara Zieschang (ab 15. November 2012) Marco Tullner                                    |
| Ministerium für Landwirtschaft und Umwelt                                     | Jürgen Stadelmann (bis 18. Mai 2011) Anne-Marie Keding (ab 18. Mai 2011)                                                        |
| Ministerium für Landesentwicklung und Verkehr                                 | Klaus Klang |